# حلمي تركمان
حلمي تركمان ( بالتركية Hilmi Türkmen ) ( من مواليد 1 مارس 1973 ، طرابزون) هو سياسي تركي ورئيس بلدية أسكودار وعضو في حزب العدالة والتنمية  

## الحياة الشخصية
ولد في عام 1973 في منطقة طرابزون وبعد تخرجه من المدرسة الابتدائية و تلقى تدريبًا على الذاكرة. وأكمل دراسته الثانوية في ثانوية إمام خطيب وتخرج من كلية الحقوق من جامعة إسطنبول وبدأ حياته المهنية كمحام مستقل في عام 1996.
وكان رائدًا في إنشاء مختلف المنظمات غير الحكومية وعمل في مجالات مثل التعليم والثقافة والمساعدات الاجتماعية وهو أحد مؤسسي مؤسسة الفنون التركية الكلاسيكية. 

## الحياة السياسية
بدأ السياسة في سن مبكرة خلال سنوات دراسته الجامعية وشغل مناصب مختلفة في حزب الرفاه وحزب الفضيلة. بعد تأسيس حزب العدالة والتنمية ، وشارك في مجلس إدارة منطقة أوسكودار.
وشارك في الانتخابات العامة والمحلية التي أجريت في عامي 2002 و 2004. عمل نائبًا لرئيس بلدية أوسكودار لمدة 10 سنوات منذ عام 2004 ، كما عمل كعضو في جمعية بلدية إسطنبول الكبرى.

## الحياة الشخصية
متزوج ولديه 4 أولاد ويتحدث الإنجليزية